# Dones, raça i classe
Dones, raça i classe (anglès: Women, Race and Class) és un llibre del 1981 escrit per l'acadèmica i activista estatunidenca Angela Davis. Consisteix en una anàlisi del gènere, la raça i la classe des del prisma del feminisme marxista. És el tercer llibre de l'autora i cobreix la història dels Estats Units des de l'etapa del tràfic d'esclaus i l'abolicionisme fins al moviment d'alliberament de la dona, a partir de la dècada de 1960. Va ser editat per primera vegada en català per l'editorial Tigre de Paper el 2022, amb traducció de Fran Seva González.

## Context
Angela Davis va néixer a l'estat exconfederat d'Alabama (Estats Units) el 1944, quan eren vigents les lleis Jim Crow de segregació racial als Estats Units. Es va criar en un barri de Birmingham de classe mitjana, sobrenomenat «Dynamite Hill» perquè el Ku Klux Klan hi bombardaria cases de diverses famílies negres residents. Des de jove, pel prejudici racial imperant a la zona, es va involucrar en l'activisme pels drets civils, com també en la filosofia i la lectura d'obres sobre comunisme i marxisme-leninisme. Així doncs, encara a l'institut, es va unir a Advance (lit. ‘Avançar’), una organització juvenil marxista-leninista vinculada al Partit Comunista. El 1961, va anar a estudiar a la Universitat Brandeis, on va compaginar l'activisme amb l'estudi de la literatura francesa i la filosofia occidental, amb èmfasi en el Manifest Comunista. Més tard, va estudiar amb el filòsof Herbert Marcuse, que donava suport a la nova esquerra, i en va adduir que era possible ser acadèmic i activista alhora. En el marc de les operacions amb el programa COINTELPRO, se la va relacionar amb el Partit Pantera Negra, tot i que principalment va treballar amb el Che-Lumumba Club, una branca de negres del Partit Comunista, i finalment es va afiliar al partit com a tal. El 1969, en esdevenir professora ajudant de filosofia de la Universitat de Califòrnia, va ser acomiadada per les seves creences polítiques, i, malgrat que va ser readmesa per haver guanyat el judici, va decidir deixar aquella universitat. Així mateix, va ser empresonada durant 18 mesos acusada d'haver col·laborat en l'intent de fugida de l'afroamericà Jonathan P. Jackson, si bé finalment el 1972 va ser alliberada i absolta de tots els càrrecs.
Dones, raça i classe (1981) és la tercera obra publicada per Angela Davis. Van precedir-la If They Come in the Morning: Voices of Resistance (1971), una antologia d'escrits editada per Davis que incloïa algunes experiències seves durant l'encarcel·lament, i Angela Davis: An Autobiography (1974), que tracta sobre el moviment pels drets civils i la incidència que va tenir en la seva ideologia.

## Sinopsi
Dones, raça i classe és una compilació de 13 assaigs sobre el moviment estatunidenc d'alliberament de les dones dels anys 60 fins als anys 80 i sobre l'esclavitud als Estats Units. Fa una anàlisi marxista de la relació que s'estableix entre la classe i la raça en el context capitalista dels Estats Units d'Amèrica. Al llibre, Davis critica que el moviment d'alliberament de les dones hagi estat conduït per i per a dones blanques de classe mitjana i, per tant, hagi exclòs les dones negres, altres dones racialitzades i altres classes socials. Fa comentaris similars sobre la participació de les dones blanques en el moviment abolicionista i en la lluita pel sufragi femení.
En l'obra, Davis explora el rol de les esclaves negres en l'economia estatunidenca. Sobre aquest tema, escriu que les dones negres esclavitzades tenien fronts compartits amb els homes negres, com ara el treball manual i l'activisme abolicionista. Tanmateix, també s'esperava que fessin les tasques domèstiques, de manera semblant a les dones d'altres races. Partint d'una anàlisi marxista, Davis argumenta que l'alliberament de les dones hauria de consistir en la participació de les dones en el treball assalariat i la socialització del treball domèstic. Considera que la violació és un delicte de demostració de poder i ho exemplifica amb aquelles comeses per homes blancs contra esclaus negres. Identifica el paper que juga la raça en la violació i l'arquetip de l'home negre violador. També parla sobre la interrelació entre la raça i el control de la natalitat: vincula els moviments pel dret a l'avortament amb la Societat Eugènica i menciona l'esterilització forçosa de dones negres i porto-riquenyes.

## Anàlisi
Segons Bernice McNair Barnett de la revista Race, Gender & Class, a través de la publicació de Dones, raça i classe Davis va ser un dels primers acadèmics a fer una anàlisi interseccional de la raça, el gènere i la classe. Ella i altres escriptores racialitzades coetànies van impulsar el desenvolupament d'aquestes anàlisis i d'aquesta recerca en l'àmbit acadèmic. Els ressenyadors de Race & Class van comparar el llibre amb Ain't I a Woman? (1981) de bell hooks, atès que ambdós comencen comparant les dones blanques i negres en els moviments abolicionista i sufragista dels Estats Units.

## Recepció
Valerie A. Batts de la revista Women & Therapy va elogiar el llibre qualificant-lo d'un «report extremadament ben documentat» dels moviments de dones als Estats Units i va considerar la redacció de Davis «clara i amena». Anne Laurent del Washington Post va coincidir que el llibre estava «ben documentat» pel que fa a la història més remota, però el va criticar per oferir «poca informació nova» i per estar «curiosament antiquat» respecte a la història contemporània. A banda, va lloar la «quantitat abundant de fets» que presentava el llibre, però va trobar que es tractava d'un «aplec d'assajos dispars». Els ressenyadors de Race & Class en van criticar que algunes qüestions «quedessin sense resposta», sobretot en referència a l'anàlisi marxista, que tenia en compte la relació de la dona amb el valor d'ús i el valor de canvi en una economia capitalista ni tampoc el fet que la «subordinació» de la dona al treball assalariat seria indesitjable.